# Oecetis hiranyakachipu
Oecetis hiranyakachipu är en nattsländeart som beskrevs av Schmid 1995. Oecetis hiranyakachipu ingår i släktet Oecetis och familjen långhornssländor. Inga underarter finns listade i Catalogue of Life.